# Бороздиновские сосны
Бороздиновские сосны — памятник природы, расположенный Шелковском районе Чечни в 3 км к северо-востоку от станицы Бороздиновская и в 50 м к северу от автодороги Грозный — Кизляр в Бороздиновском участковом лесничестве. В 1956 году для обогащения поймы Терека хвойными деревьями были посажены саженцы крымской сосны. На январь 2017 года деревья сохранились на площади 200 м². Средняя высота деревьев — 15 м, средний диаметр 28 см.
Имеет статус особо охраняемой природной территории республиканского значения.